# Uniwersytet Viadrina we Frankfurcie nad Odrą

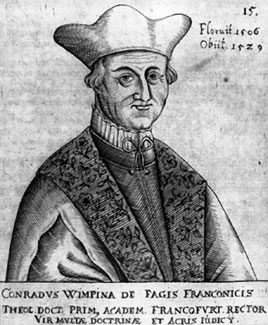
Konrad Wimpina – pierwszy rektor Uniwersytetu Viadrina (1506–1529)

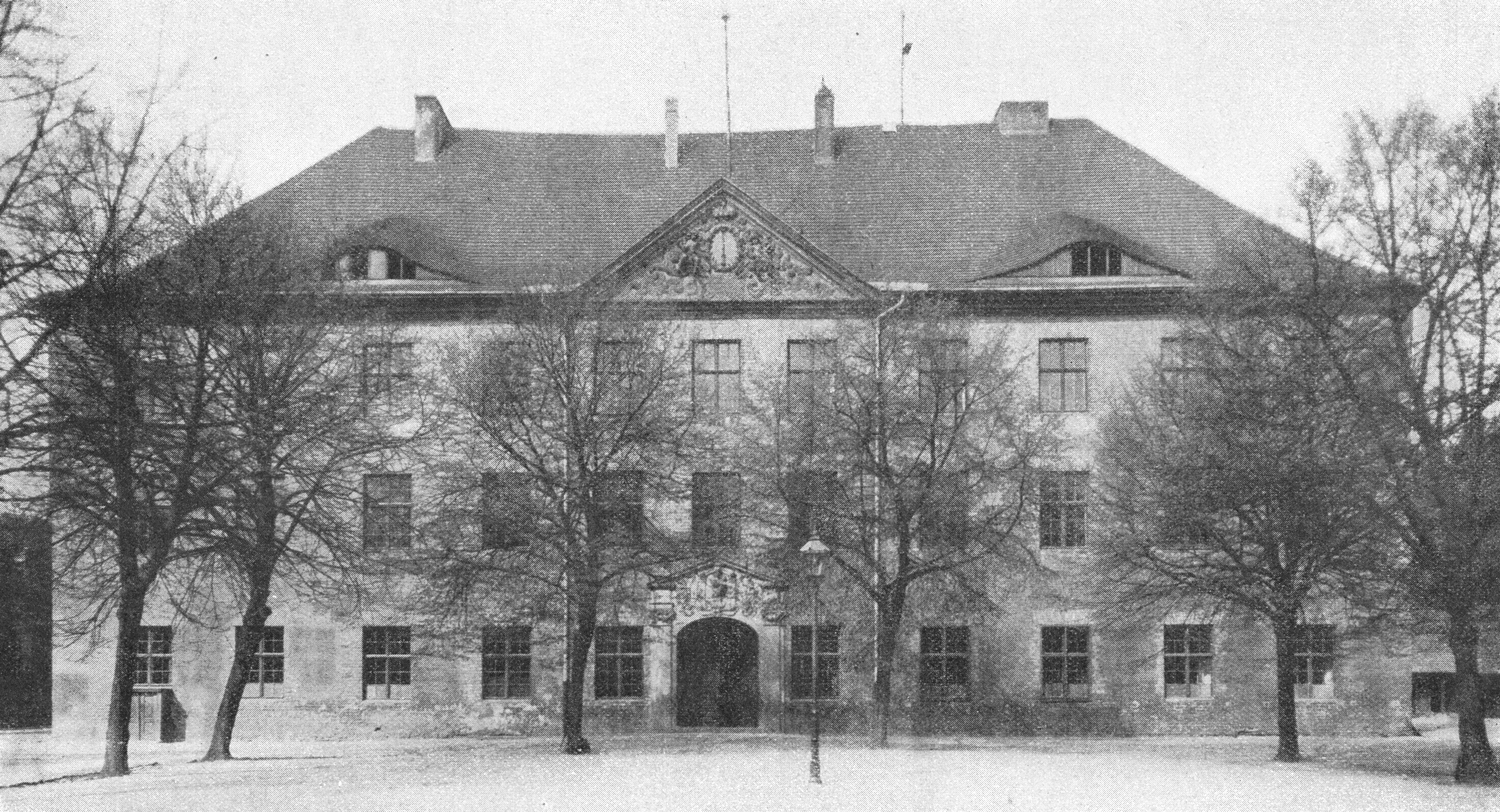
Gmach Kolegium
Uniwersytetu Viadrina z 1694 (1911)

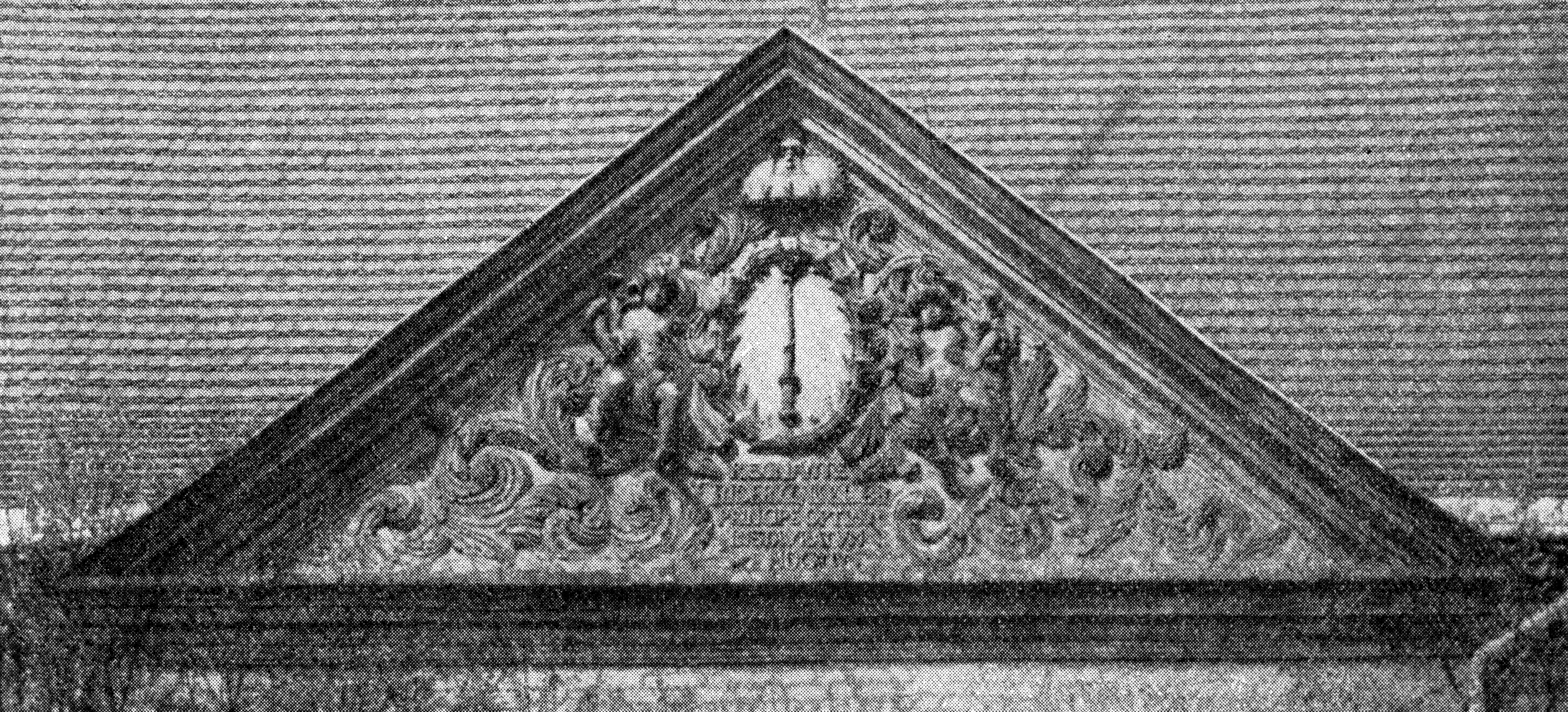
Szczyt fasady gmachu Kolegium
z herbem książąt elektorów brandenburskich i datą MDCXCIV (1911)

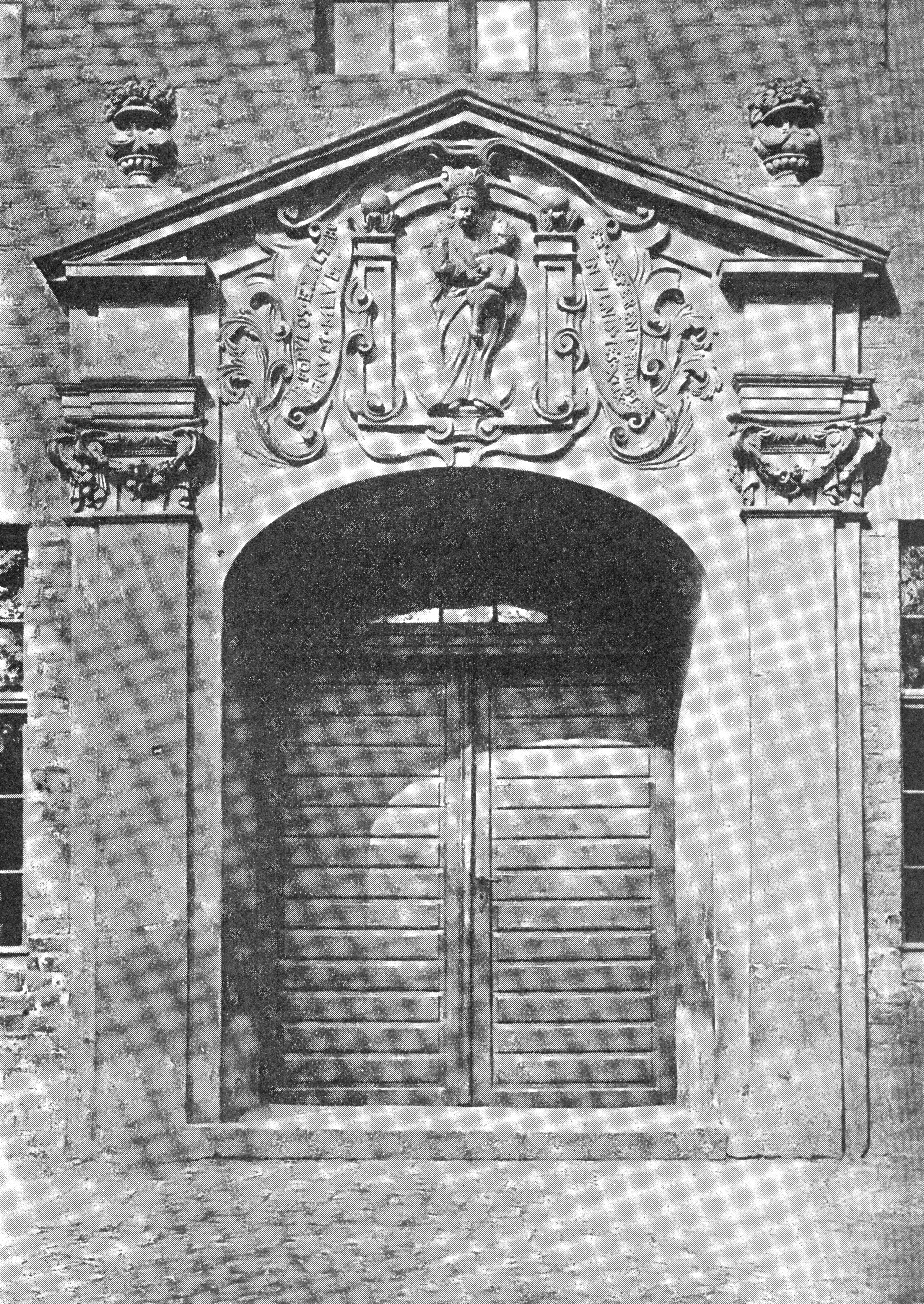
Portal wejściowy gmachu Kolegium
z herbem Uniwersytetu Viadrina (1911)

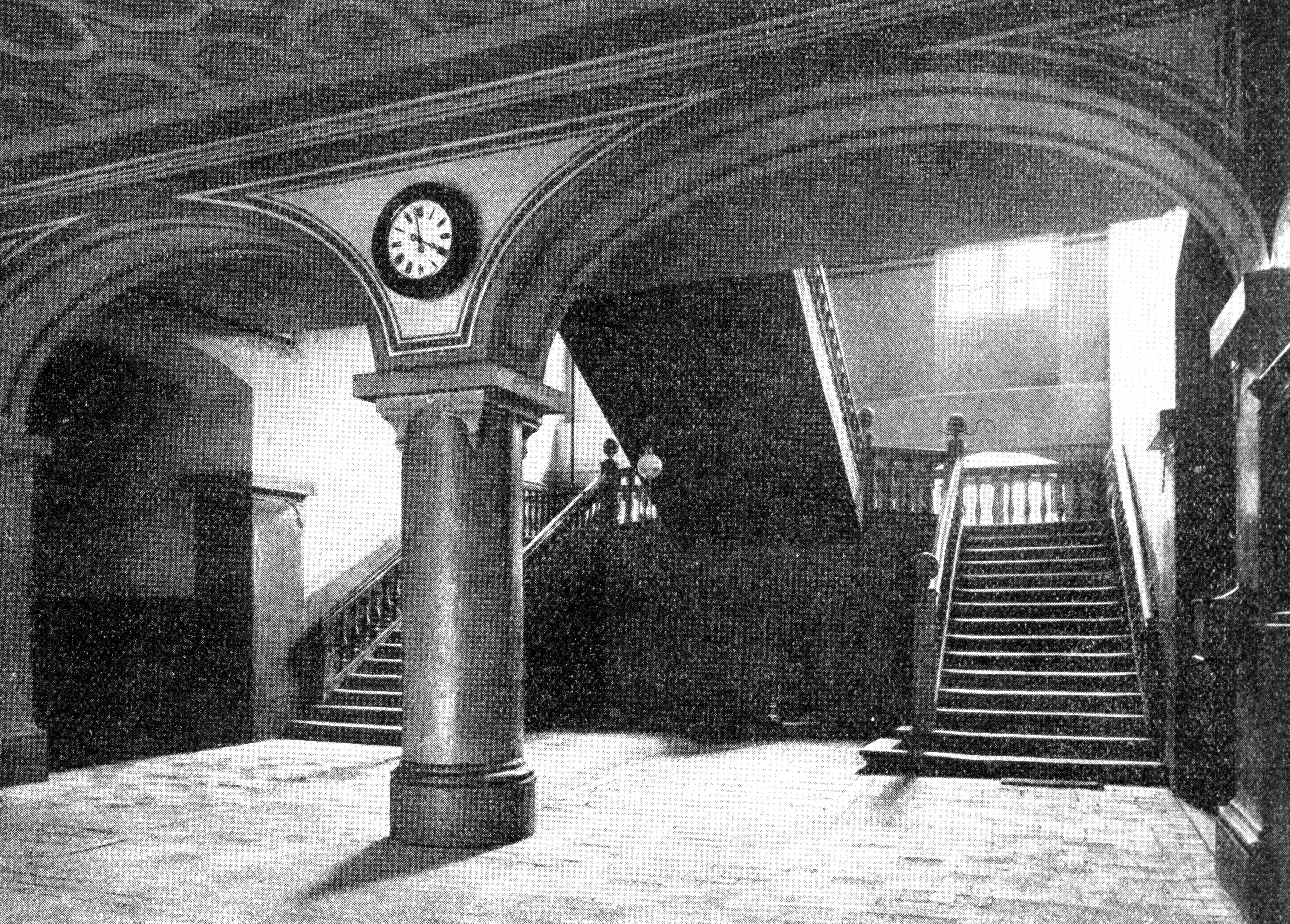
Hall gmachu Kolegium (1911)

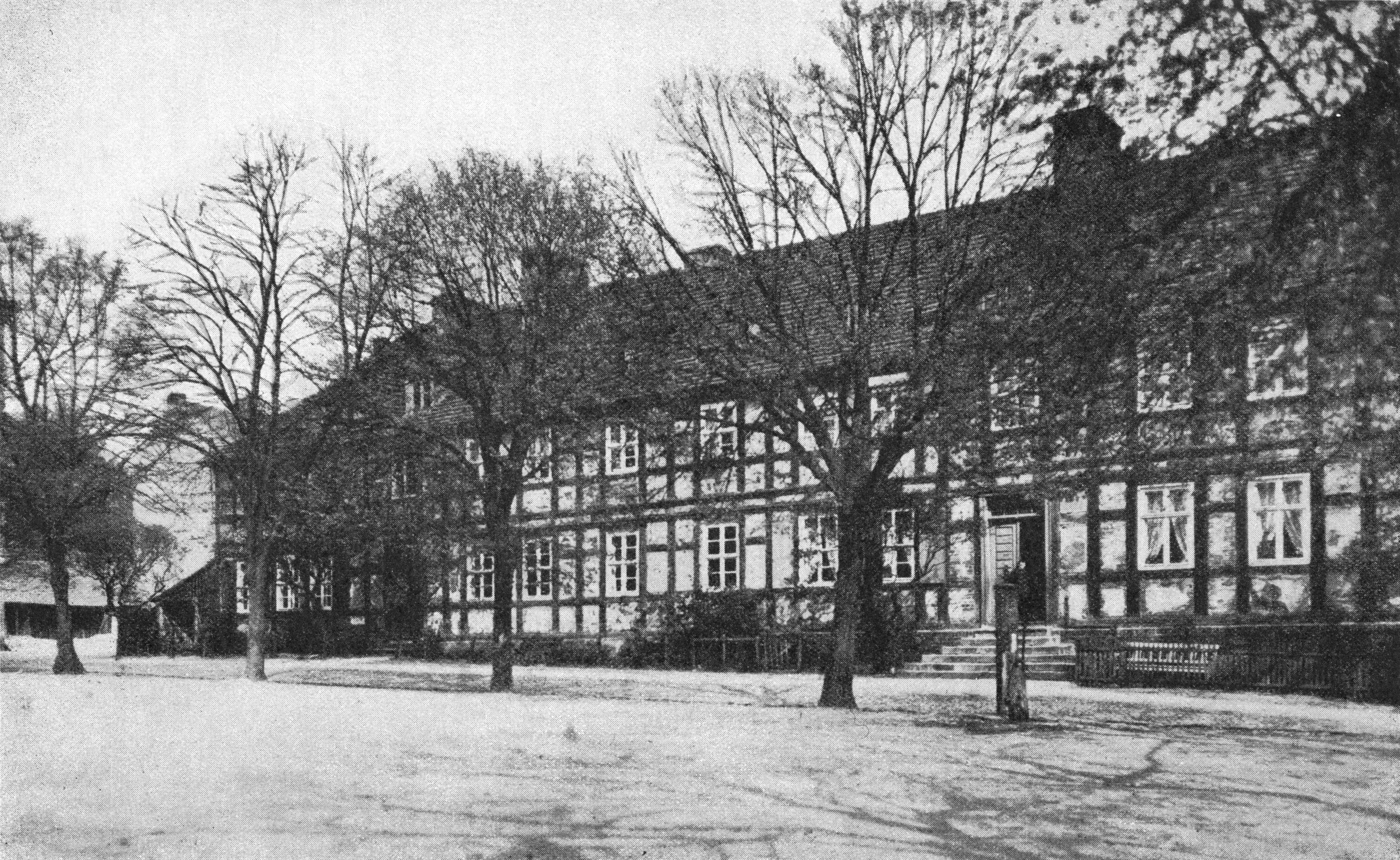
Bursa profesorska i studencka
z pocz. XVII w. (1900)

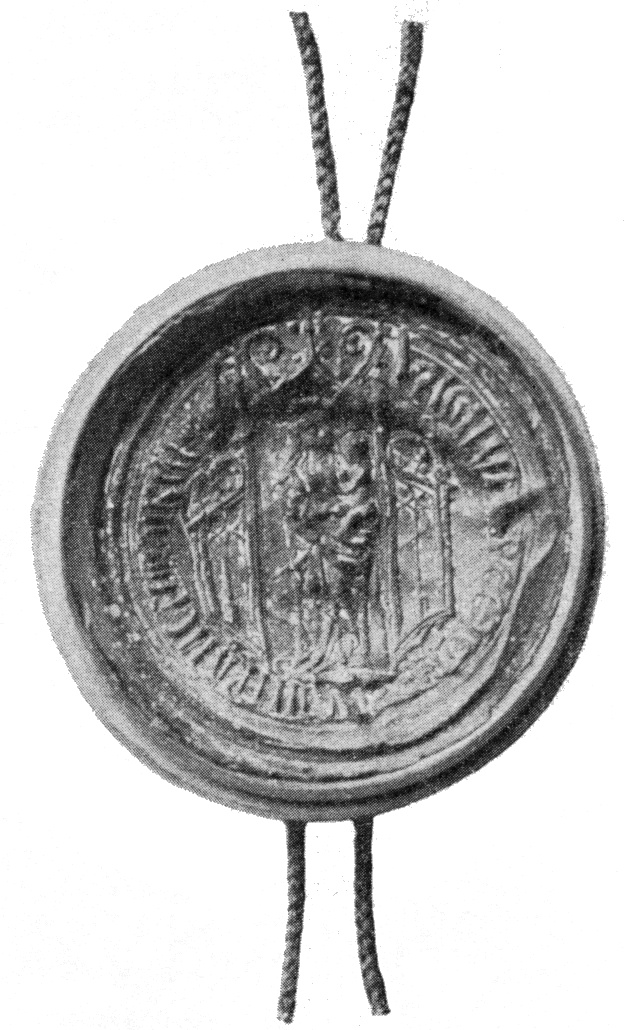
Woskowa pieczęć
Rektora Uniwersytetu
z dokumentu z 9 lipca 1518

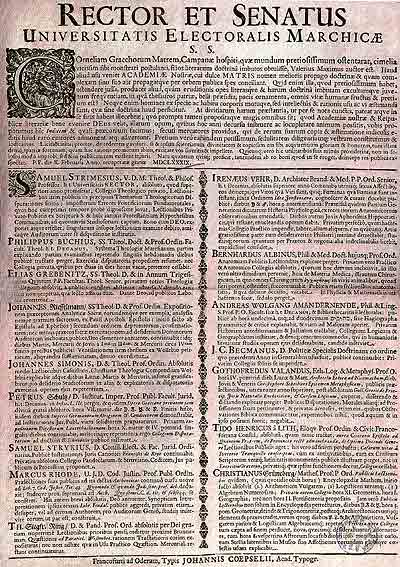
Spis wykładów na rok akademicki 1689

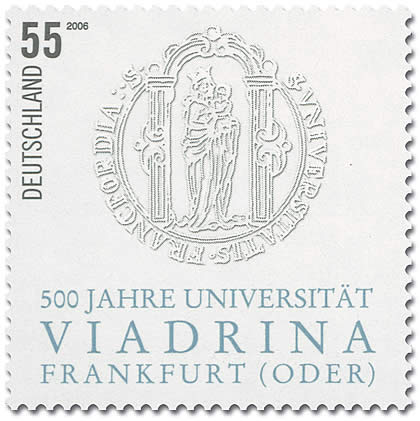
Niemiecki znaczek pocztowy wydany w 2006 z okazji 500. rocznicy założenia Uniwersytetu Viadrina

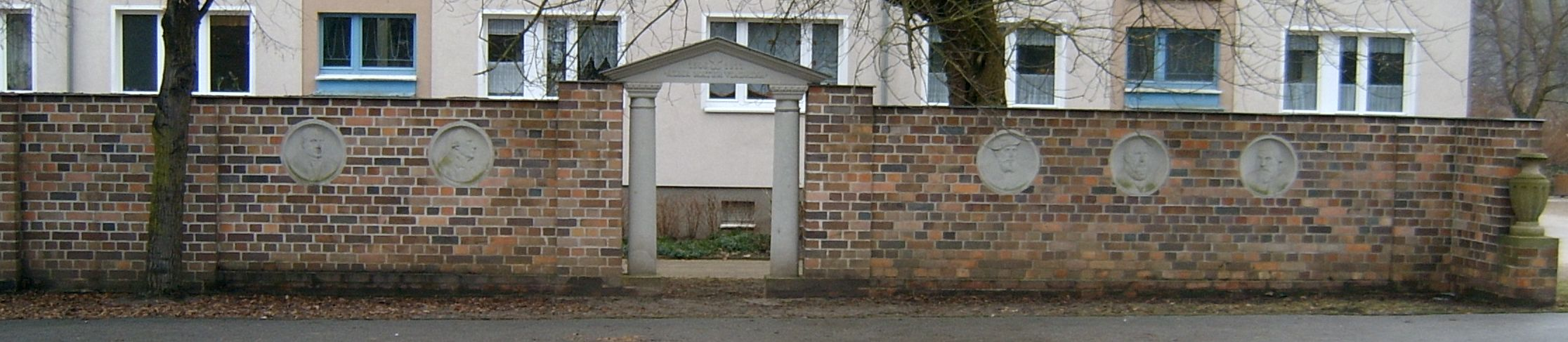
Pamiątkowa ściana Historia Starego Uniwersytetu z lat 80. XX w.
w Parku Lenné we Frankfurcie nad Odrą (2006)

Uniwersytet Viadrina we Frankfurcie nad Odrą (łac. Universitas literarum Viadrina, Universitas Viadrina, Universitas electoralis Marchicae, Universitas Francofurtensis; niem. Brandenburgische Universität Frankfurt) – uniwersytet założony w 1506 we Frankfurcie nad Odrą, a w 1811 przeniesiony do Wrocławia i połączony z Akademią Leopoldyńską (łac. Academia Leopoldina) w Uniwersytet Wrocławski.

## Historia
Uniwersytet został założony 26 kwietnia 1506 przez księcia elektora brandenburskiego Joachima I. Organizatorem uczelni (od 1505) i pierwszym Rektorem (od 1506) został teolog (katolicki) Konrad Wimpina. Studiowało w niej wtedy 900 studentów z Niemiec, Śląska, Polski, Szwecji, Norwegii oraz Danii. W tym samym czasie Frankfurt miał tylko 5000 mieszkańców. Rozkazem gabinetowym pruskiego króla Fryderyka Wilhelma III z 24 kwietnia 1811 Viadrina została przeniesiona do Wrocławia, tworząc w połączeniu z tamtejszą Akademią Leopoldyńską (Leopoldina) dzisiejszy Uniwersytet Wrocławski.
Główny zasób archiwum (w tym rejestry uniwersyteckie), bibliotekę i wyposażenie frankfurckiej Viadriny przewieziono do Wrocławia. Część starszych archiwaliów w 1811 przekazano do pruskiego Tajnego Archiwum (niem. Geheime Staatsarchiv). Tam też trafiły, przeniesione z Wrocławia w 1873, akta gospodarcze uniwersytetu z XVI–XIX w. Kolejny, duży przekaz akt wrocławskich miał miejsce w 1968, w efekcie czego w Brandenburgisches Landeshauptarchiv w Poczdamie przechowywane są obecnie spore zasoby archiwaliów Viadriny, w tym rejestry uniwersyteckie z lat 1506–1648.
Prawnym następcą pierwszej frankfurckiej Viadriny jest dzisiejszy Uniwersytet Wrocławski (poprzez niemiecki Schlesische Friedrich-Wilhelms-Universität), a do tradycji uczelni nawiązuje założony w 1991 Uniwersytet Europejski Viadrina we Frankfurcie nad Odrą.

### Herb Uniwersytetu
Herbem Viadriny frankfurckiej i wrocławskiej (niemieckiego Uniwersytetu Wrocławskiego, w latach 1506–1945) była Madonna na półksiężycu, czyli Immaculata (niem. Mondsichelmadonna).

## Rektorzy[6]
- Konrad Wimpina (Konrad Koch) (1460–1531), organizator (1505–1506) i rektor-założyciel (1506)
- Ambrosius Lacher(inne języki) (ok. 1470–1540)
- Johann II. von Blankenfelde (Johann Blankenfelde) (1471–1527)
- Gregor Günther († 1519)
- Urban Pierius (1546–1616), rektor od 1577
- Ludolph Schrader (1531–1589), rektor 1559, 1568, od 1579
- Erdmann Kopernikus († 1573)
- Johann Knobloch (1520–1599)
- Jacobus Bergemann († 1595)
- Heinrich Wenzel von Münsterberg (1592–1639), rektor 1608
- Conrad Bergius(inne języki) (1592–1642) 1629
- Johann Brunnemann(inne języki) (1608–1672) WS 1638, 1649, 1655, 1669
- Johann Christoph Bekmann (1641–1717), rektor 1672
- Bernhard Albinus (1653–1721), rektor 1687
- Arnold Wesenfeld(inne języki) (1664–1727)
- Christian Gottfried Hoffmann (1692–1735), rektor 1722
- Johann Lorenz Fleischer (1689–1749), rektor 1744–1749
- Johann Samuel Friedrich von Böhmer (1704–1772), rektor 1750, 1759, 1769
- Joachim Georg Darjes (1714–1791), rektor 1772, 1779, 1788
- Christian Ernst Wünsch (1744–1828), rektor 1792, 1803, 1811, ostatni rektor we Frankfurcie

## Znani absolwenci
- Carl Philipp Emanuel Bach (niemiecki kompozytor)
- Alojzy Prosper Biernacki (minister skarbu Rządu Narodowego w 1831)
- Karol Bogumił Diehl (superintendent ewangelicko-reformowany w Królestwie Polskim)
- Achacy Freundt (duchowny katolicki, doktor praw)
- Krzysztof Hegendorfer (doktorat z prawa 1536)
- Karl Georg von Hoym (minister Śląska i Prus Południowych)
- Alexander von Humboldt (niemiecki przyrodnik i podróżnik)
- Wilhelm von Humboldt (niemiecki filozof i językoznawca)
- Ulrich von Hutten (niemiecki rycerz, pisarz, humanista)
- Stanisław Kaczkowski (poseł i deputowany na Sejmy Królestwa Polskiego (1820–1831), pisarz oraz autor prac historycznych)
- Heinrich von Kleist (niemiecki pisarz, poeta, dramaturg)
- Paul Lütkemann (niemiecki kompozytor epoki wczesnego baroku)
- Teodor Konstanty Orzechowski (działacz kalwiński, prawnik, urzędnik)
- Michael Praetorius (niemiecki kompozytor przełomu renesansu i baroku)
- Atanazy Raczyński (ziemianin wielkopolski, dyplomata pruski)
- Magda Sakowska (polska dziennikarka)
- Johann Tetzel (niemiecki duchowny, inkwizytor generalny Polski)
- Christian Ernst Wünsch (do 1811)